# Coelioxoides waltheriae
Coelioxoides waltheriae är en biart som beskrevs av Adolpho Ducke 1908. Coelioxoides waltheriae ingår i släktet Coelioxoides och familjen långtungebin. Inga underarter finns listade i Catalogue of Life.